# Костромська порода
Костромська порода — порода великої рогатої худоби молочно-м'ясного напряму продуктивності. Виведена в племінних господарствах Костромської області РРФСР схрещуванням місцевої худоби з альгаузькою, швіцькою породою і ярославською породою. Порода затверджена 1944 року.
Масть тварин сіра або бура різних відтінків. Тварини великі, мають міцну будову тіла з яскраво вираженими ознаками молочності і м'ясності. Жива маса корів становить 550—650 кг, бугаїв 800—900 кг. Середньорічний надій молока 3500—5000 кг, жирність 3,7 — 3,9 %. Розводять костромську породу в Костромській області, Івановській, Ярославській, Владимирській областях РФ і у Білорусі.